# Riera Gavarresa

La riera de La Gavarresa o Gavarresa, es un curso fluvial nacido cerca del pico de Griells, en el término municipal de Alpens, en la comarca de Osona, a unos 900 m de altitud. La comarca de Osona está en el límite de las provincias de Barcelona y Gerona. 

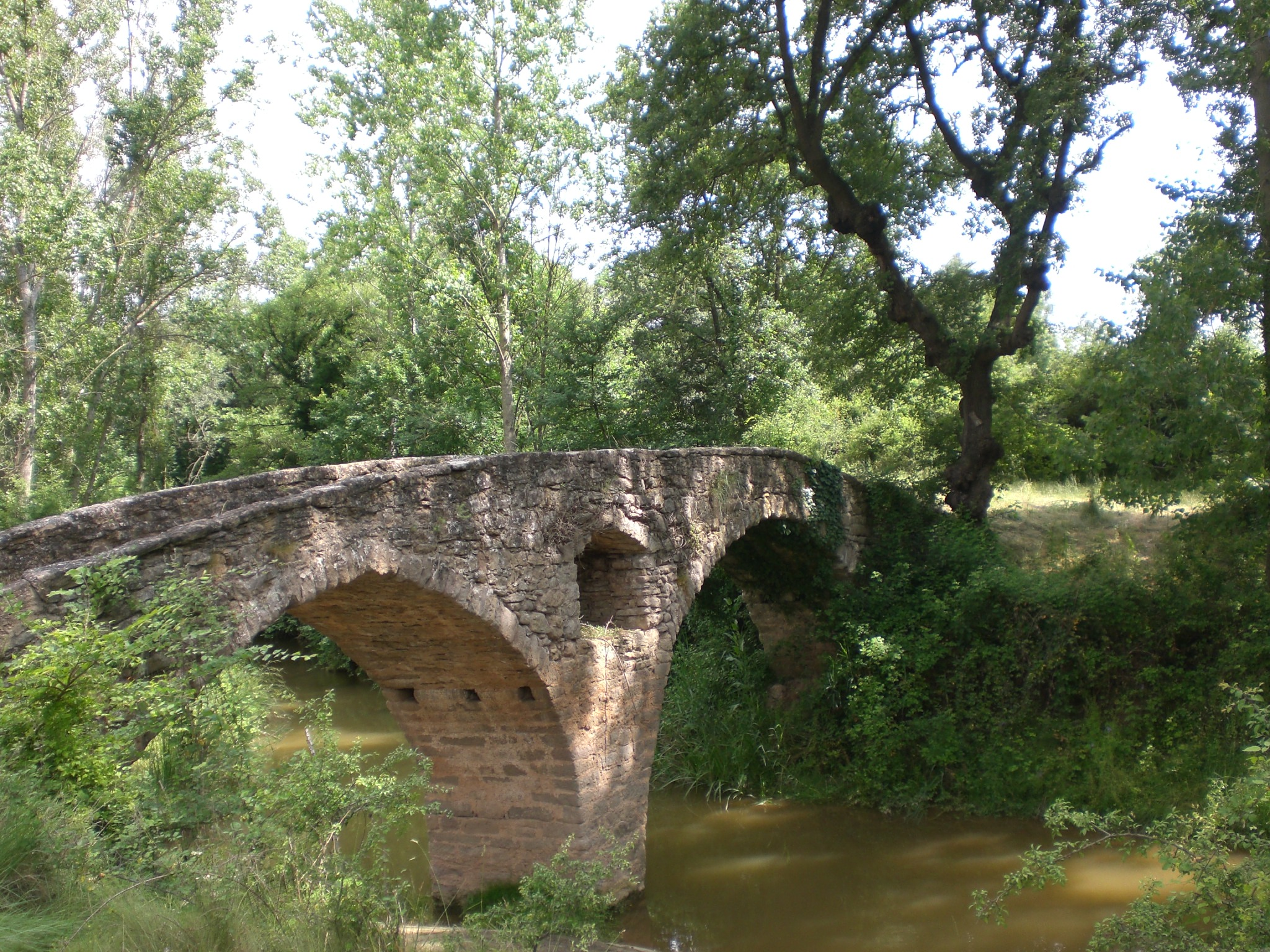
Puente románico de Sant Martí d'Albars, sobre la riera Gavarresa. Imagen de 2011.

La riera Gavarresa atraviesa en dirección nordeste suroeste la subcomarca del Llusanés, entra en el Bages por el noroeste de la comarca del Moyanés, pasa por Avinyó y desagua a unos 240 m de altitud por la izquierda del río Llobregat, aguas arriba del puente de Cabrianes, dentro del término municipal de Artés. Recibe las rieras de Lluçanès y de Relat, por la derecha, y la de Oló y de Malrubí, por la izquierda. Su caudal tiene un marcado componente estacional, aunque sobre sus aguas se conserva el puente románico de Sant Martí d'Albars (imagen).